# Margokaton
Margokaton is een bestuurslaag in het regentschap Sleman van de provincie Jogjakarta, Indonesië. Margokaton telt 6954 inwoners (volkstelling 2010).